# جواو بيدرو ألميدا ماتشادو
جواو بيدرو ألميدا ماتشادو (3 أبريل 1993 بغيمارايش في البرتغال - ) هو لاعب كرة قدم برتغالي في مركز الوسط. لعب مع لوس أنجلوس غلاكسي.

## وصلات خارجية
- جواو بيدرو ألميدا ماتشادو على موقع الدوري الأمريكي (الإنجليزية)
- جواو بيدرو ألميدا ماتشادو على موقع قاعدة بيانات كرة القدم.إي يو (الإنجليزية)
- جواو بيدرو ألميدا ماتشادو على موقع Soccerway.com (الإنجليزية)
- جواو بيدرو ألميدا ماتشادو على موقع AS.com (الإسبانية)